# Eric B. & Rakim
Eric B. & Rakim (Э́рик Би энд Раки́м) — американский хип-хоп-дуэт из Лонг-Айленда, Нью-Йорк, образовавшийся в 1986 году и добившийся широкой известности в конце 1980-х годов. В состав группы входят диджей Эрик Би (англ. Eric B.) и рэпер Раким (англ. Rakim).
Группа была активна в течение семи лет, и является одной из самых выдающихся групп в хип-хопе Восточного побережья. Дуэт распался в 1993 году, а спустя 23 года группа объявила о воссоединении. Дуэт был номинирован на вступление в Зал славы рок-н-ролла в 2011 году.
Стив Хьюи из AllMusic писал, что «во время так называемой „Золотой эры хип-хопа“ в конце 80-х Эрик Би и Раким были почти повсеместно признаны во всём хип-хопе главной командой, состоящей из диджея и эМСи». Дуэт был описан журналистом Томом Терреллом из NPR как «самое влиятельное сочетание диджея и эМСи в современной поп-музыке», в то время как редакторы сайта About.com поместили их на пятое место в списке «10 величайших хип-хоп-дуэтов всех времён».
Дебютный альбом дуэта, Paid in Full, был назван «величайшим хип-хоп-альбомом всех времён» по версии MTV в 2006 году, а журнал Rolling Stone поместил его на 228 место в списке «500 величайших альбомов всех времён». Журнал Rolling Stone поместил песню «I Know You Got Soul» на 396 место в списке «500 величайших песен всех времён», а песню «Paid in Full» — на 10 место в списке «50 величайших хип-хоп-песен всех времён», а сам дуэт поместил на 5 место в списке «20 величайших дуэтов всех времён».

## Карьера

### Ранние годы иPaid in Full
Эрик Барриер родился и вырос в районе Ист Элмхерст в Куинсе, Нью-Йорк. Он играл на трубе и барабанах в старших классах школы, а затем переключился на эксперименты с проигрывателями до окончания школы. Недавно названный «Эрик Би» (англ. Eric B.) вскоре стал работать диджеем на радиостанции WBLS в Нью-Йорке, включая рекламные акции WBLS по всему городу. Барриер познакомился с Элвином Тони (англ. Alvin Toney), промоутером из Куинса. Эрик Би искал рэперов, и Тони порекомендовал ему Фредди Фокса (англ. Freddie Foxxx), эМСи из Лонг-Айленда. Тони отвёл Эрика Би в дом Фокса, но Фокса там не было, поэтому Тони предложил другой вариант: Уильям Гриффин, известный как Раким (англ. Rakim).

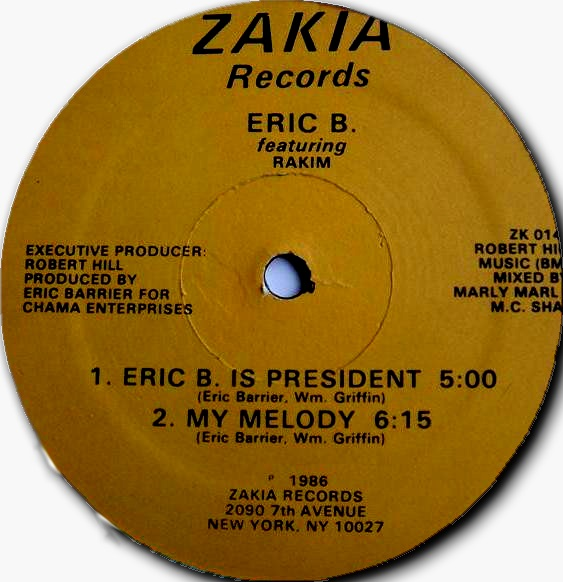
Эрик Би и Раким начали своё одобренное критиками партнёрство в 1986 году, выпустив сингл «Eric B. is President» / «My Melody».

Гриффин начал писать рифмы в подростковом возрасте в местечке Уайанданч (Саффолк) на Лонг-Айленде и взял имя «Rakim» в результате своего присоединения к религиозной организации «Народ богов и земель» (также известной как «Пятипроцентники»). Эрик Би позаимствовал записи у брата Ракима, Стиви Бласса Гриффина (который работал на заводе, выпуская бутлег-альбомы), и начал семплировать их в подвале для Ракима, который там пил пиво и отдыхал. Эрик Би сказал: «Я взял сингл Фонды Рей „Over Like A Fat Rat“ и сказал: „Эту партию баса я собираюсь использовать для записи“. Раким выплюнул пиво по всей стене и подумал, что это самое смешное дерьмо в мире. Я сказал Ракиму, точно так же, как ты смеёшься сейчас, ты будешь смеяться всю дорогу до банка и станешь миллионером однажды из-за этой записи.».
Эрик Би и Раким решили записаться вместе и попали под опеку Марли Марла (англ. Marley Marl). Истории варьируются в зависимости от того, кто на самом деле создал свой первый сингл в 1986 году, «Eric B. Is President» (часто цитируется как «Eric B For President» из-за допущенной ошибки при лицензировании записи). Основанный на семпле басовой партии Фонды Рей, Эрик Би позже сказал сайту AllHipHop: «Я отнёс записи в дом Марли Марла в Куинсбридже и заплатил Марли Марлу за то, чтобы он был инженером записи. Я заплатил Марли. Вот почему он не продюсер трека; вот почему он не окредитован на записи. Я предоставил музыку. Я просто не мог работать с оборудованием, потому что это не то, что я делал…».
Дуэт записал свой дебютный альбом Paid in Full на студии Power Play Studios в Нью-Йорке. Альбом был назван частично в честь печально известной нью-йоркской банды гангстеров и рэперов «Paid in Full», в которую входили Kelvin Martin, Killer Ben, Kool G Rap и Freddie Foxxx. Банда «Paid in Full» представлена на задней обложке альбома. В 1987 году лейбл 4th & B’way Records выпустил альбом. После успеха сингла «Eric B. is President» альбом вошёл в десятку лучших в американском чарте Top R&B/Hip-Hop Albums журнала Billboard. Эрик Би позже признал, что альбом был создан наспех. «Причина, по которой альбом Paid In Full такой короткий, состоит в том, что мы находились в студии около недели. Весь альбом был создан за неделю. Послушайте тексты песен и послушайте, насколько они короткие. Это потому, что Раким написал их прямо там, и мы были в студии целых сорок восемь часов, пытаясь закончить альбом». Раким соглашается: «[Я] писал свои стихи в студии, и сразу заходил в студийную кабинку, и читал их. Когда я слышу свой первый альбом сегодня, я слышу, как я читаю свои рифмы — но я свой самый худший критик. Именно так мне и сказали — потому что так оно и было. Я шёл в студию, включал бит, писал текст песни в течение часа, заходил в кабинку и читал текст по бумаге…». Марли Марл заявил, что его двоюродный брат MC Shan был помощником инженера на некоторых треках, включая сингл «My Melody», хотя Эрик Би отрицает это. MTV назвал альбом величайшим в истории хип-хопа: «Когда в 1987 году вышел Paid in Full, Эрик Би и Раким оставили грибное облако над сообществом хип-хопа. Альбом был увлекательным, глубоким, инновационным и мгновенно влиятельным. Такие эМСи, как Run-D.M.C., Chuck D и KRS-One бросались на микрофон, крича с энергией и неуважением, но Раким применил методичный подход к своей игре в микрофон. У него был медленный поток слов, и каждая строчка была откровенной, гипнотической». И у Эрика Би был намётан глаз на выбор лупов и семплов, пропитанных душой, и он стал первопроходцем для продюсеров в ближайшие годы". Пластинка была продана тиражом более миллиона экземпляров, и Ассоциация звукозаписывающей индустрии Америки (RIAA) сертифицировала её как «платиновую» в 1995 году. Вслед за успехом альбома дуэт подписал контракт с лейблом MCA.

### Follow the LeaderиLet the Rhythm Hit 'Em
Follow the Leader, продолжение альбома дуэта Paid In Full, показал, что их продакшн отошёл от минимализма их дебюта. «Follow the Leader» и «Lyrics of Fury» были двумя наиболее признанными лирическими песнями Ракима. В 2003 году комик Крис Рок назвал рифмы Ракима на «Lyrics of Fury» как «лирически, лучший рэп из всего, что когда-либо было…» Рок также поместил альбом Follow the Leader на 12 место в его списке 25 лучших хип-хоп-альбомов всех времён, опубликованном в журнале Vibe. В то время альбом оставался в значительной степени незамеченным в мейнстриме музыкальной индустрии.
В 1989 году дуэт объединился с Джоди Уотли на её сингле «Friends» из альбома Larger Than Life. Песня попала в десятку лучших в чарте Hot 100 журнала Billboard и стала одним из первых заметных совместных проектов хип-хопа и танцевальной поп-музыки. Эрик Би и Раким редко сотрудничали с другими рэперами. Это стало очевидным в начале 1990 года, когда группа «Stop the Violence Movement», созданная рэпером KRS-One, записала благотворительный сингл «Self-Destruction». В песне было много известных рэперов, но Раким заметно отсутствовал на записи. Несколько лет спустя он сказал сайту HalftimeOnline.net: «Я не думаю, что они звали меня на запись или звали Эрика Би, и он ничего мне не говорил. Я был немного огорчён этим, потому что я чувствовал, что имел какое-то отношение к принесению к столу сознания в хип-хоп. Я пришёл и сделал то, что я сделал в 86-м, и тогда людям это понравилось. Затем, когда приходит время сделать что-то, они не зовут меня, так что я был немного огорчён. В то же время по многим причинам я не делал записи с людьми, потому что я никогда не хотел, чтобы их свет отражался на мне. У меня нет проблем с этим, но все знают, что в то время они пытались сказать, что я тоже был ответственен за гангста-рэп. Они думали, что я был тем парнем с квартала, поэтому, возможно, они не позвали меня по этой причине. Я люблю Криса, он определённо внёс большой вклад в хип-хоп. Я был с ним в туре и знаю его как личность. Он хороший человек. Мне нравится Крис, но они определённо не позвали меня на трек из-за этого, я бы определённо поучаствовал на нём.».
Их альбом 1990 года Let the Rhythm Hit ’Em был не так успешен в коммерческом отношении, как их первые два лонгплея. Раким сослался на свою загадочную репутацию в песне «Set 'Em Straight»: «Вот информация из первых рук обо мне / Они хотят знать, почему меня редко видят / Потому что кому нужны экраны телевизоров и журналы / Или ехать по городу в лимузинах / Потому что одна вещь, в которой я не нуждаюсь, это всеобщее внимание / Потому что я уже получил свет…» Он позже сказал о своём относительном отсутствии коммерческого успеха: «Вы можете продать пару альбомов, оставаясь самим собой, или вы можете стать популярным и продать кучу альбомов и уйти завтра. Я пытался придерживаться своих принципов в тот момент.».

Марк Коулман из журнала Rolling Stone заявил: 
 «В этом бесстрастном дуэте нет ничего модного, здесь нет ни укусов как у рок-группы Steely Dan, ни кусочков афроделической риторики. Эрик Би и Раким — формалисты хип-хопа, которые посвятили себя поддержанию канона фанков семидесятых и продвижению первоначального устного мандата рэпа. Почти каждый трек в их третьем альбоме построен на поэтических похвалах и злобных семплах J.B., но отвергает Let the Rhythm Hit 'Em как своего рода консервативную реакцию — возврат золотой цепи — полностью упускает суть. Мастера назначенных им заданий, рэпер Раким и Эрик Би, также формальные новаторы. Они могут импровизировать как джазмены, крутя бесконечные вариации на основные темы и проигрывая движения друг друга с холодной интуицией. Получающаяся музыка такая же суровая, сложная и резкая, как хладнокровный взгляд Ракима на обложке альбома.» 
 Альбом был одним из первых, получивших рейтинг 5 микрофонов в журнале The Source. Но, так же, как и в их дебютном альбоме, существует спор по поводу авторства продакшена этого альбома.

### Don’t Sweat the Techniqueи распад
Дуэт появился на саундтреке к фильму Домашняя вечеринка 2 1991 года («What’s On Your Mind»), а также записал тему для фильма Авторитет. Оба сингла были включены в то, что станет последним альбомом дуэта. Don't Sweat the Technique был выпущен в 1992 году. Альбом не должен был быть последним; но их контракт с MCA должен был истечь. Во время записи альбома оба участника проявили интерес к записи сольных альбомов. Однако, Эрик Би отказался подписать контракт с MCA, опасаясь, что Раким оставит его. Это привело к судебному разбирательству с участием двух музыкантов и их бывшего лейбла. Судебные тяжбы в конечном итоге привели к распаду дуэта. Эрик Би пояснил, что денежные проблемы возникли из-за таких лейблов, как Island и других, претендующих на владение их мастер-записями, а не из-за финансовых споров между ним и Ракимом: 
«Деньги делились 50/50 с самого начала, потому что я помню, что люди пытались продолжать говорить ерунду. Когда мы впервые появились, люди говорили: „Эрик получал все деньги“ и „он пытался сиять больше, чем Раким“, но это не так. [Я] ходил на все интервью, потому что Раким не хотел идти на интервью. Ему не нравилась эта часть бизнеса. Но мы делили все деньги пополам с первого цента. Мне всё равно, какие деньги я потратил в прошлом, эти деньги никогда не вернутся. На какие бы деньги мы ни зарабатывали, мы делили их 50/50. Даже до сих пор мы делим каждый цент 50/50.»

### После распада и наследие
Эрик Би выпустил одноимённый сольный альбом в 1995 году на независимом лейбле 95th Street Recordings. Правовые вопросы продолжали задерживать сольную карьеру Ракима, но он наконец выпустил The 18th Letter в 1997 году. В 1999 году второй сольный альбом Ракима The Master получил менее благоприятные отзывы. К концу века Эрик Би преследовал другие деловые интересы помимо музыки. Раким подписал контракт с лейблом Dr. Dre, Aftermath в 2000 году, но ожидаемый альбом так и не вышел. С тех пор Раким выступал в качестве гостя со многими другими артистами, такими как Jay-Z («The Watcher, Part 2»), Truth Hurts («Addictive»), Nas, KRS-One и Kanye West («Classic»). В 2002 году песня «Don’t Sweat The Technique» появилась в видеоигре Aggressive Inline. В 2004 году песня «I Know You Got Soul Soul» появилась в видеоигре Grand Theft Auto: San Andreas, песня играла на радио Playback FM. В ноябре 2009 года Раким выпустил третий альбом The Seventh Seal.
Право собственности на каталог дуэта было консолидировано в 1999 году, когда PolyGram (который владел Island Records, который выпустил Paid in Full) объединился с Universal Music Group, ответвлением MCA Records, которой принадлежали остальные альбомы дуэта.
Дуэт Eric B. & Rakim был объявлен одним из пятнадцати финалистов Зала славы рок-н-ролла в сентябре 2011 года.

### Воссоединение
20 октября 2016 года Эрик Би объявил через Twitter, что он и Раким воссоединились в качестве дуэта после 23 лет и будут гастролировать в 2017 году. Это было подтверждено представителем бизнеса Эрика Би, Дядя Луи, во время интервью для журнала Rolling Stone.
Первый концерт дуэта состоялся 7 июля 2017 года в театре Аполло в Нью-Йорке. В 2018 году они объявили 17-й тур по Америке на весну.

### Потеря материала
25 июня 2019 года журнал The New York Times назвал Эрика Би и Ракима в числе сотен артистов, чей материал, как сообщается, был уничтожен во время пожара 2008 года на студии Universal Studios.

## Мастерство

### Техника рэпа
Рифмы Ракима отличались от простых рифм в хип-хопе начала 1980-х. Его стиль свободного ритма игнорировал тактовые черты и заслужил сравнения с джазовым пианистом Телониусом Монком. Бен Рэтлифф из американской газеты The New York Times писал, что «бесшумный рэп разработал форму за пределами плоскостопных ритмов школьных рифм». В то время как многие рэперы разработали свою технику посредством импровизации, Раким был одним из первых, кто продемонстрировал преимущества писательского стиля, как, например, его новаторское использование внутренних рифм и многосложных рифм. В отличие от предыдущих рэперов, таких как LL Cool J, KRS-One и Run-D.M.C., которые поставляли свой вокал с высокой энергией, Раким использовал расслабленную, стойкую подачу. Согласно MTV, «мы привыкли к таким MC, как Run и DMC, Chuck D и KRS-One, которые бросались на микрофон, крича с энергией и неуважением, но Раким применил методичный подход к своей игре в микрофон. У него был медленный поток слов, и каждая строчка была откровенной, гипнотической». Расслабленная подача Ракима является результатом влияния джаза; он играл на саксофоне и был фанатом Джона Колтрейна.
Тематикой песен Ракима часто были его собственные навыки рэпа и лирическое превосходство над другими рэперами. Редактор AllMusic Стив Хьюи заметил, что «большинство его текстов касается его собственных навыков и исламской веры». Он также отмечает Ракима за его «сложные внутренние рифмы, сложные предложения, грамотные образы, бархатисто-плавный поток слов и непредсказуемые, необычные ритмы». Журналист Джесс Харвелл из Pitchfork описал его рэп как «авторитетный, отшлифованный, [и] обладающий невозмутимым чувством ритма».

### Музыкальный стиль
Paid in Full, в котором содержатся суровые, тяжёлые и тёмные биты, ознаменовал начало усиленного семплирования в хип-хоп-записях. Из десяти треков в альбоме три являются инструментальными. Как диск-жокей, Эрик Би восстановил искусство микширования проигрывателей винилов вживую. Его наполненное соулом семплирование стало влиятельным в будущем хип-хоп-продакшена. Музыкальный критик Роберт Кристгау отметил, что Эрик Би включил в своё семплирование перкуссий и скретчей «элементы горна или свиста в микс».

## Дискография
См. статью «Eric B. & Rakim discography» в англ. Википедии.

### Альбомы
- Paid in Full (1987)
- Follow the Leader (1988)
- Let the Rhythm Hit ’Em (1990)
- Don’t Sweat the Technique (1992)